# Scottish FA Cup 2015/16
Der Scottish FA Cup wurde 2015/16 zum 131. Mal ausgespielt. Der wichtigste schottische Fußball-Pokalwettbewerb, der offiziell als William Hill Scottish Cup ausgetragen und vom Schottischen Fußballverband geleitet wurde, begann am 15. August 2015 und endete mit dem Finale am 21. Mai 2016 im Hampden Park von Glasgow. Zum ersten Mal in der Geschichte des Wettbewerbs gab es zwei Preliminary Runden (Qualifikationsrunden). Titelverteidiger war Inverness Caledonian Thistle, das im Vorjahresfinale gegen den Zweitligisten FC Falkirk gewann. Im diesjährigen Endspiel um den Schottischen Pokal standen sich erstmals in der Geschichte mit den Glasgow Rangers und Hibernian Edinburgh zwei Zweitligisten in einem Finale gegenüber. Für die Rangers, die im Halbfinale gegen Celtic im Old Firm erfolgreich waren, war es das insgesamt 52. Pokalfinale seit 1877 und das erste seit 2009. Die Rangers hatten sich zuvor den Aufstieg in die Scottish Premiership sowie den Sieg im Challenge Cup gegen den FC Peterhead gesichert. Die Hibs erreichten zum 14. Mal das Endspiel seit 1887. Nach der dritten Finalteilnahme 1902 wurden alle weiteren zehn Endspiele verloren. Die Hibs unterlagen einen Monat zuvor, im März 2016 im Endspiel des Scottish League Cup gegen Ross County. Die Hibs gewannen das Pokalendspiel mit 3:2. Es war der erste Pokalsieg nach 114 Jahren und der 3. insgesamt nach 1887 und 1902. Die Rangers verloren nach 1998 erstmals wieder ein Endspiel im schottischen Pokal. Als Pokalsieger nahmen die Hibs in der folgenden Saison an der Europa League teil, womit sich erstmals seit 2009 mit Queen of the South ein schottischer Zweitligist für den Europapokal qualifizieren konnte. Die Hibs schieden in der 2. Qualifikationsrunde gegen den dänischen Erstligisten Brøndby IF aus dem Wettbewerb aus.

## Termine
Die Spielrunden wurden an folgenden Terminen ausgetragen:
- 1. Vorrunde: 15. August 2015 (Sa.)
- 2. Vorrunde: 5. September 2015 (Sa.)
- 1. Hauptrunde: 26. September 2015 (Sa.)
- 2. Hauptrunde: 24. Oktober 2015 (Sa.)
- 3. Hauptrunde: 28. November 2015 (Sa.)
- 4. Hauptrunde: 9. Januar 2016 (Sa.)
- Achtelfinale: 6. Februar 2016 (Sa.)
- Viertelfinale: 5. März 2016 (Sa.)
- Halbfinale: 16./17. April 2016 (Sa./So.)
- Finale: 21. Mai 2016 (Sa.)

## 1. Vorrunde
Die 1. Vorrunde wurde am 10. Juli 2015 ausgelost. Ausgetragen wurden die Begegnungen am 15. August 2015.
|                                 | Ergebnis |                                   |
| ------------------------------- | -------- | --------------------------------- |
| FC Civil Service Strollers (VI) | 3:0      | FC Newton Stewart (VI)            |
| AFC Harestanes (VIII)           | 0:3      | FC Girvan (VI)                    |
| St. Cuthbert Wanderers (VI)     | 3:1      | Burntisland Shipyard Amateur (VI) |
| Golspie Sutherland (VI)         | 1:6      | Cove Rangers (V)                  |
| FC Wigtown & Bladnoch (VI)      | 1:0      | FC Vale of Leithen (V)            |

Freilos: FC Hawick Royal Albert, Kelty Hearts, Auchinleck Talbot, FC Hermes, Lothian Thistle

## 2. Vorrunde
Die 2. Vorrunde wurde am 10. Juli 2015 gemeinsam mit der 1. Vorrunde ausgelost. Ausgetragen wurden die Begegnungen am 5. September 2015. Das Wiederholungsspiel fand am 12. September 2015 statt.
|                                 | Ergebnis |                             |
| ------------------------------- | -------- | --------------------------- |
| FC Civil Service Strollers (VI) | 0:4      | Kelty Hearts (VII)          |
| Cove Rangers (V)                | 7:2      | St. Cuthbert Wanderers (VI) |
| FC Hermes (VII)                 | 0:4      | Auchinleck Talbot (VII)     |
| Lothian Thistle (VI)            | 2:2      | FC Girvan (VI)              |
| FC Wigtown & Bladnoch (VI)      | 2:3      | FC Hawick Royal Albert (VI) |

Wiederholungsspiel
|                | Ergebnis |                      |
| -------------- | -------- | -------------------- |
| FC Girvan (VI) | 2:5      | Lothian Thistle (VI) |

## 1. Runde
Die 1. Runde wurde am 8. September 2015 ausgelost. Ausgetragen wurden die Begegnungen am 26. und 27. September 2015. Die Wiederholungsspiele fanden am 3. Oktober 2015 statt.
|                             | Ergebnis |                             |
| --------------------------- | -------- | --------------------------- |
| Banks O’ Dee (VI)           | 2:3      | Cove Rangers (V)            |
| BSC Glasgow (V)             | 2:2      | Auchinleck Talbot (VII)     |
| Buckie Thistle (V)          | 7:0      | FC Rothes (V)               |
| FC Deveronvale (V)          | 0:5      | Clachnacuddin FC (V)        |
| Formartine United (V)       | 3:1      | Gretna 2008 (V)             |
| FC Fraserburgh (V)          | 3:2      | Dalbeattie Star (V)         |
| Gala Fairydean Rovers (V)   | 0:2      | FC Linlithgow Rose (VI)     |
| FC Hawick Royal Albert (VI) | 0:3      | FC Huntly (V)               |
| FC Keith (V)                | 1:5      | FC Inverurie Loco Works (V) |
| FC Lossiemouth (V)          | 1:4      | Forres Mechanics (V)        |
| Lothian Thistle (VI)        | 3:0      | Kelty Hearts (VII)          |
| Nairn County (V)            | 5:1      | FC Selkirk (V)              |
| Preston Athletic (V)        | 2:3      | FC Fort William (V)         |
| FC Spartans (V)             | 5:1      | FC Coldstream (VI)          |
| Strathspey Thistle (V)      | 1:2      | Edinburgh University (V)    |
| Threave Rovers (V)          | 1:3      | Stirling University (V)     |
| Wick Academy (V)            | 2:2      | FC Whitehill Welfare (V)    |
| Cumbernauld Colts (V)       | 3:0      | Glasgow University (VI)     |

Wiederholungsspiele
|                          | Ergebnis |                  |
| ------------------------ | -------- | ---------------- |
| Auchinleck Talbot (VII)  | 5:0      | BSC Glasgow (V)  |
| FC Whitehill Welfare (V) | 2:3      | Wick Academy (V) |

## 2. Runde
Die 2. Runde wurde am 1. Oktober 2015 ausgelost. Ausgetragen wurden die Begegnungen am 24. und 31. Oktober 2015, sowie am 2. November 2015. Die Wiederholungsspiele fanden am 31. Oktober und 3. November 2015 statt.
|                             | Ergebnis |                            |
| --------------------------- | -------- | -------------------------- |
| Annan Athletic (IV)         | 4:1      | Berwick Rangers (IV)       |
| Brora Rangers (V)           | 1:2      | FC Arbroath (IV)           |
| Clachnacuddin FC (V)        | 1:3      | FC Linlithgow Rose (VI)    |
| Cumbernauld Colts (V)       | 2:0      | Auchinleck Talbot (VII)    |
| FC East Fife (IV)           | 0:0      | Stirling Albion (IV)       |
| FC East Kilbride (V)        | 1:1      | Forres Mechanics (V)       |
| Edinburgh City (V)          | 1:2      | Buckie Thistle (V)         |
| Elgin City (IV)             | 1:0      | FC Spartans (V)            |
| Formartine United (V)       | 2:0      | FC Clyde (IV)              |
| FC Huntly (V)               | 2:1      | FC East Stirlingshire (IV) |
| FC Inverurie Loco Works (V) | 2:1      | Edinburgh University (V)   |
| Lothian Thistle (VI)        | 1:1      | FC Montrose (IV)           |
| Nairn County (V)            | 2:2      | Wick Academy (V)           |
| Stirling University (V)     | 0:2      | FC Queen’s Park (IV)       |
| Turriff United (V)          | 2:3      | FC Fraserburgh (V)         |
| FC Fort William (V)         | 0:4      | Cove Rangers (V)           |

Wiederholungsspiele
|                      | Ergebnis  |                      |
| -------------------- | --------- | -------------------- |
| Forres Mechanics (V) | 2:3       | FC East Kilbride (V) |
| Wick Academy (V)     | 5:1       | Nairn County (V)     |
| FC Montrose (IV)     | 1:2 n. V. | Lothian Thistle (VI) |
| Stirling Albion (IV) | 1:0       | FC East Fife (IV)    |

## 3. Runde
Die 3. Runde wurde am 29. Oktober 2015 ausgelost. Ausgetragen wurden die Begegnungen am 28. November 2015, sowie am 1., 7. und 16. Dezember 2015. Die Wiederholungsspiele fanden zwischen dem 5. und 8. Dezember, sowie am 22. Dezember 2015 statt.
|                             | Ergebnis |                            |
| --------------------------- | -------- | -------------------------- |
| Airdrieonians FC (III)      | 3:1      | Brechin City (III)         |
| Albion Rovers (III)         | 0:2      | Greenock Morton (II)       |
| Ayr United (III)            | 0:1      | Dunfermline Athletic (III) |
| FC Cowdenbeath (III)        | 1:1      | FC Arbroath (IV)           |
| Elgin City (IV)             | 1:2      | Raith Rovers (II)          |
| FC Falkirk (II)             | 4:1      | FC Fraserburgh (V)         |
| Formartine United (V)       | 1:1      | Cove Rangers (V)           |
| FC Huntly (V)               | 1:1      | Lothian Thistle (VI)       |
| FC Inverurie Loco Works (V) | 4:4      | Annan Athletic (IV)        |
| FC Peterhead (III)          | 1:3      | FC Livingston (II)         |
| FC Queen’s Park (IV)        | 1:1      | Forfar Athletic (III)      |
| FC Stenhousemuir (III)      | 2:2      | FC East Kilbride (V)       |
| FC Stranraer (III)          | 3:1      | Buckie Thistle (V)         |
| Stirling Albion (IV)        | 6:0      | Cumbernauld Colts (V)      |
| FC Dumbarton (II)           | 5:0      | Alloa Athletic (II)        |
| Wick Academy (V)            | 2:2      | FC Linlithgow Rose (VI)    |

Wiederholungsspiele
|                         | Ergebnis  |                             |
| ----------------------- | --------- | --------------------------- |
| Cove Rangers (V)        | 4:1       | Formartine United (V)       |
| FC East Kilbride (V)    | 2:1 n. V. | FC Stenhousemuir (III)      |
| Forfar Athletic (III)   | 2:1       | FC Queen’s Park (IV)        |
| FC Arbroath (IV)        | 2:4       | FC Cowdenbeath (III)        |
| Lothian Thistle (VI)    | 3:0       | FC Huntly (V)               |
| Annan Athletic (IV)     | 1:0       | FC Inverurie Loco Works (V) |
| FC Linlithgow Rose (VI) | 5:1       | Wick Academy (V)            |

## 4. Runde
Die 4. Runde wurde am 1. Dezember 2015 ausgelost. Ausgetragen werden die Begegnungen zwischen dem 8. und 26. Januar 2016. Die Wiederholungsspiele fanden am 12., 19. und 26. Januar 2016 statt.
|                            | Ergebnis |                                  |
| -------------------------- | -------- | -------------------------------- |
| FC St. Mirren (II)         | 1:2      | Partick Thistle (I)              |
| Airdrieonians FC (III)     | 0:1      | Dundee United (I)                |
| Annan Athletic (IV)        | 4:1      | Hamilton Academical (I)          |
| FC Dumbarton (II)          | 2:1      | Queen of the South (II)          |
| Dunfermline Athletic (III) | 2:2      | Ross County (I)                  |
| Heart of Midlothian (I)    | 1:0      | FC Aberdeen (I)                  |
| FC Linlithgow Rose (VI)    | 3:3      | Forfar Athletic (III)            |
| FC Livingston (II)         | 0:1      | Greenock Morton (II)             |
| FC Motherwell (I)          | 5:0      | Cove Rangers (V)                 |
| Raith Rovers (II)          | 0:2      | Hibernian Edinburgh (II)         |
| FC St. Johnstone (I)       | 0:1      | FC Kilmarnock (I)                |
| Stirling Albion (IV)       | 0:0      | Inverness Caledonian Thistle (I) |
| Glasgow Rangers (II)       | 5:1      | FC Cowdenbeath (III)             |
| FC Stranraer (III)         | 0:3      | Celtic Glasgow (I)               |
| FC East Kilbride (V)       | 2:0      | Lothian Thistle (VI)             |
| FC Dundee (I)              | 3:1      | FC Falkirk (II)                  |

Wiederholungsspiele
|                                  | Ergebnis  |                            |
| -------------------------------- | --------- | -------------------------- |
| Ross County (I)                  | 1:0       | Dunfermline Athletic (III) |
| Inverness Caledonian Thistle (I) | 2:0       | Stirling Albion (IV)       |
| Forfar Athletic (III)            | 0:1 n. V. | FC Linlithgow Rose (VI)    |

## Achtelfinale
Das Achtelfinale wurde am 11. Januar 2016 ausgelost. Ausgetragen wurden die Begegnungen am 6. und 7. Februar 2016. Die Wiederholungsspiele fanden am 16. und 23. Februar 2016 statt.
|                         | Ergebnis |                                  |
| ----------------------- | -------- | -------------------------------- |
| Annan Athletic (IV)     | 1:4      | Greenock Morton (II)             |
| FC Dumbarton (II)       | 0:0      | FC Dundee (I)                    |
| Dundee United (I)       | 1:0      | Partick Thistle (I)              |
| FC Motherwell (I)       | 1:2      | Inverness Caledonian Thistle (I) |
| Glasgow Rangers (II)    | 0:0      | FC Kilmarnock (I)                |
| Ross County (I)         | 4:2      | FC Linlithgow Rose (VI)          |
| FC East Kilbride (V)    | 1 0:2 1  | Celtic Glasgow (I)               |
| Heart of Midlothian (I) | 2:2      | Hibernian Edinburgh (II)         |

Wiederholungsspiele
|                          | Ergebnis |                         |
| ------------------------ | -------- | ----------------------- |
| Hibernian Edinburgh (II) | 1:0      | Heart of Midlothian (I) |
| FC Kilmarnock (I)        | 1:2      | Glasgow Rangers (II)    |
| FC Dundee (I)            | 5:0      | FC Dumbarton (II)       |

## Viertelfinale
Das Viertelfinale wurde am 8. Februar 2016 ausgelost. Ausgetragen wurden die Begegnungen am 5. und 6. März 2016. Das Wiederholungsspiel fand am 16. März 2016 statt.
|                          | Ergebnis |                                  |
| ------------------------ | -------- | -------------------------------- |
| Glasgow Rangers (II)     | 4:0      | FC Dundee (I)                    |
| Ross County (I)          | 2:3      | Dundee United (I)                |
| Celtic Glasgow (I)       | 3:0      | Greenock Morton (II)             |
| Hibernian Edinburgh (II) | 1:1      | Inverness Caledonian Thistle (I) |

Wiederholungsspiel
|                                  | Ergebnis |                          |
| -------------------------------- | -------- | ------------------------ |
| Inverness Caledonian Thistle (I) | 1:2      | Hibernian Edinburgh (II) |

## Halbfinale
Das Halbfinale wurde am 6. März 2016 ausgelost. Ausgetragen wurden die Begegnungen am 16. und 17. April 2016 im Hampden Park von Glasgow.
|                          | Ergebnis              |                    |
| ------------------------ | --------------------- | ------------------ |
| Hibernian Edinburgh (II) | 0:0 n. V. (4:2 i. E.) | Dundee United (I)  |
| Glasgow Rangers (II)     | 2:2 n. V. (5:4 i. E.) | Celtic Glasgow (I) |